# Thomas Kiangio
Thomas John Kiangio (ur. 17 marca 1965 w Mazinde Ngua) – tanzański duchowny katolicki, biskup Tanga od 2023.

## Życiorys
Święcenia kapłańskie otrzymał 16 lipca 1997 i został inkardynowany do diecezji Tanga. Po rocznym stażu duszpasterskim rozpoczął pracę w Niższym Seminarium Duchownym Św. Józefa, pełniąc funkcje prefekta, wicerektora i rektora. W 2013 został sekretarzem generalnym diecezji i kanclerzem kurii. W 2020 wybrany administratorem diecezji. 
7 czerwca 2023 papież Franciszek mianował go ordynariuszem diecezji Tanga. Sakry udzielił mu 3 września 2023 metropolita Dar-es-Salaam – arcybiskup Jude Thadaeus Ruwa’ichi.